# Boerrepublikkerne
Boerrepublikkerne (også kaldt boerstaterne) var uafhængige selvstyrede republikker oprettet af de nederlandsksprogede indbyggere i Kapkolonien og deres efterkommere (kaldt trækboere, boere og voortrækkere, men senere kollektivt kendt som afrikaanere) hovedsagelig i de nordlige og østlige dele af det som i dag er Sydafrika.
Blandt disse stater er Oranjefristaten og Sydafrikanske republik (Transvaal) bedst kendt, men der fandtes også republikker som Stellaland, Natalia, Goshen, Swellendam og Graaff Reinet med flere.
| Historie | Spire Denne historieartikel er en spire som bør udbygges. Du er velkommen til at hjælpe Wikipedia ved at udvide den. |